# Catalunya Sí
Catalunya Sí és una plataforma política fundada el 2011 i que agrupa a persones de la societat civil i personalitats amb reconeixement social per la seva trajectòria i vàlua professional, que volen treballar a favor del procés independentista de Catalunya des del compromís social.
Amb la finalitat de poder-se presentar en coalició amb altres formacions polítiques que comparteixen llurs ideals es registrà com a partit polític el 6 d'octubre de 2011 i es presentà conjuntament amb Esquerra Republicana de Catalunya i Reagrupament a les eleccions espanyoles 2011.
D'acord amb el seu manifest, Catalunya Sí considera que cal donar suport i formar part de la candidatura més sòlida que declaradament treballa per la llibertat nacional i la justícia social del país, que és la liderada per Oriol Junqueras, i es presenta a les eleccions en coalició amb Esquerra Republicana de Catalunya. La Plataforma presenta, com a candidates independents de Catalunya Sí, l'advocada Gemma Calvet i l'escriptora Eva Piquer. Gemma Calvet va ser diputada incorporada al grup parlamentari d'Esquerra al Parlament de Catalunya durant tota la legislatura.
Catalunya Sí també es dedica a reafirmar els suports que ja tenia i a adherir personalitats que destaquen socialment en la seva professió o pel càrrec que ocupen i que volen donar suport públicament a Esquerra i, de cara a les eleccions autonòmiques del 2012, al candidat d'ERC Oriol Junqueras. Les personalitats adherides van fer l'acte de presentació el 9 de novembre de 2012.
A les eleccions al Parlament Europeu de 2014 també va donar suport a ERC amb la coalició L'Esquerra pel Dret a Decidir, encapçalada pel també membre de Catalunya Sí Josep Maria Terricabras i Nogueras.
El 24 de maig de 2015, jornada d'eleccions municipals, Alfred Bosch es presentà de cap de llista per ERC a Barcelona i incorporà el membre de Catalunya Sí i actor Juanjo Puigcorbé de número dos i l'advocat Santiago Vidal, que tancava la llista.
El 2016, agafa la presidència el membre de Catalunya Sí Vicenç Pedret i l'entitat enceta una nova etapa d'activitats sociopolítiques i d'increment de noves adhesions.

## Suports
Diferents personalitats han donat el seu suport a Catalunya Sí, entre els quals cal destacar Agustí Alcoberro, Sebastià Alzamora, Txe Arana, Margarida Aritzeta, Miquel Barceló, Dolors Bassa, Sebastià Bennasar, Gemma Calvet, Pere-Joan Cardona, Isabel-Clara Simó, Marcel Coderch, Oriol Domènec, Armand de Fluvià, Josep Gifreu, Lluís Llach, Montserrat Palau, Ada Parellada, Eva Piquer, Jordi Porta, Manel Pousa, Ferran Requejo, Maria Mercè Roca, Pep Sala, Miquel Sellarès, Màrius Serra, Quim Torra, Ricard Torrents, Josep Vallverdú, Santi Vidal, Vidal Vidal i moltes més persones.